# Färgblindhet (ras)
Färgblindhet, alternativt rasblindhet, (engelska: Color blindness) är en sociologisk term som beskriver åsidosättandet av rasmässiga egenskaper när det kommer till hur olika individer behandlas och bemöts, t.ex. i vilka som ska få delta i en aktivitet eller få ta del av en service. I förlängningen innebär det att det bland annat inte sker någon officiell datainsamling av hudfärg eller etniskt ursprung. I USA innebär det exempelvis att vid behandling av en ansökan till högskola eller universitet sker inget urval med hänsyn till egenskaper som kan kopplas till ras.
I 1960-talets USA genomfördes lagförändringar som syftade till att undanröja rasdiskriminering och därigenom etablera färgblindhet som standard. Martin Luther King uttryckte 1963 i talet I Have a Dream sin förhoppning om att människor skulle bli bedömda utifrån sin karaktärs innehåll och inte utifrån sin hudfärg.

## Övertygelse
Färgblindhet kan beskrivas som grundad i en övertygelse eller tro på ras eller etnicitet inte ska spela någon roll i hur människor fattar beslut, formar uppfattningar eller beter sig mot varandra. Den rasmässiga färgblindheten bygger på logiken att om personer eller organisationer inte lägger märke till ras så kan de heller inte agera på ett diskriminerande sätt. Tanken har bland annat uttryckts i ett rättsfall gällande en skola som arbetade för att uppnå större mångfald, där domstolen argumenterade för att: "Det bästa sättet att sluta diskriminera baserat på ras är att sluta diskriminera på grund av ras".

## Kritik
Det finns en antirasistisk kritik mot personer som uppger att de är "färgblinda" och att "de inte ser hudfärg". Kritiker menar att en färgblind inställning inte är en lösning på rasismen som problem, utan att det bara osynliggör rasismen.  Kritikerna menar att det blir svårare att arbeta mot rasismens konsekvenser om människor låtsas om att man inte behandlas olika på grund av hur man ser ut, vilket språk man talar, religion som utövas, m.m. Färgblindhet är enligt kritikerna ett sätt att maskera den strukturella rasism som finns i samhället och som befäster privilegier som t.ex. vita har, jämfört med svarta.
Genom att kritisera företeelsen vill kritikerna utveckla ett ordförråd och begrepp för att synliggöra rasismens effekter. De argumenterar för att färgblindheten berövar oss från det språk som behövs för att motarbeta rasism och ojämlikhet i samhället. På så vis samverkar den förmenta färgblindheten med rasistiska strukturer i samhället, vilket på ett motsägelsefullt sätt riskerar att förvärra rasismen snarare än att motarbeta den.